# منتجعات ترامب الترفيهية
كانت شركة منتجعات ترمب الترفيهية في الأصل شركة مقامرة وضيافة. كانت الشركة تمتلك وتدير في السابق فندق وكازينو ترمب بلازا و معرض ترامب الدولي (كلاهما يقعان في أتلانتيك سيتي)، و ترامب مارينا المغلق حاليًا، وفندق وكازينو ترمب في غاري بولاية إنديانا، و ترامب 29 في كوتشيلا بولاية كاليفورنيا، وفندق وكازينو هارد روك أتلانتيك سيتي في أتلانتيك سيتي. تم تأسيس منتجعات ترمب الترفيهية في عام 1995 تحت اسم منتجعات فنادق وكازينو ترمب على يد دونالد ترمب، الذي لم يعد يمتلك سوى حصة أقلية بعد عام 2004. أعلنت الشركة إفلاسها في الأعوام 2004 و2009 و2014 وأصبحت شركة تابعة لشركة مؤسسة آيكان في عام 2016. ومنذ ذلك الحين، تم إغلاق وبيع كافة ممتلكات الشركة.

## التاريخ

### البداية
بدأ دونالد ترمب في شراء العقارات على طول ممشى أتلانتيك سيتي في أوائل الثمانينيات وحصل على ترخيص كازينو من لجنة مراقبة الكازينو في نيوجيرسي (CCC) في 15 مارس 1982. كان يخطط لبناء كازينو خاص به على الممشى، ولكن المشروع توقف عندما اتصل به مايك روز، الرئيس التنفيذي لشركتي هوليداي إن وهاراهز آنذاك، لإدارة بناء فندق وكازينو هوليداي إن الذي افتتح في مايو 1984 وبعد عامين اشترى ترمب أسهم هوليداي إن في العقار وأطلق عليه اسم فندق وكازينو ترمب بلازا.
في عام 1985، اشترى ترمب فندق وكازينو ههيلتون أتلانتك سيتي شبه المكتمل في مرسى أتلانتيك من فنادق هيلتون مقابل 325 مليون دولارًا. باعت سلسلة الفنادق العقار بعد أن رفضت لجنة المنافسة الكندية طلبها للحصول على ترخيص ألعاب. افتتح ترمب العقار في البداية باسم فندق وكازينو ترمب بلازا، ثم أطلق عليه فيما بعد اسم ترمب مارينا.
في عام 1988، اشترى ترمب عقار تاج محل غير المكتمل من شركة ريزورتس انترناشونال مقابل 230 مليون دولارًا. بعد مفاوضات مع ميرف جريفين حيث قام الرجلان بتقسيم أصول الشركة المتعثرة. كان الكازينو، الذي كان الأكبر في أتلانتيك سيتي في ذلك الوقت، سيكلف في النهاية ما يقرب من 1 مليار دولار بحلول وقت افتتاحه في عام 1990. أتم ترمب المشروع باستخدام سندات غير مرغوب فيها، وهو القرار الذي أضر بالشركة بعد ذلك حيث عانت صناعة الألعاب من الركود وأصبحت أسعار الفائدة غير قابلة للإدارة.
تعرضت الشركة لصدمة كبيرة بعد وفاة ثلاثة من كبار مسؤوليها التنفيذيين في حادث تحطم مروحية في 10 أكتوبر 1989 في شمال نيوجيرسي أثناء عودتهم من مؤتمر صحفي في نيويورك للترويج لحدث ملاكمة قادم في أتلانتيك سيتي. وكان الرجال هم ستيفن إف هايد، الرئيس التنفيذي لعمليات كازينو ترمب، ومارك جروسينجر إيتيس، رئيس ومدير العمليات في تاج محل، ونائب الرئيس التنفيذي لشركة ترمب بلازا جوناثان بيناناف.
في عام 1995، أسس ترمب شركة ترمب للفنادق والمنتجعات الكازينو (THCR) كشركة عامة، مما منحها ملكية ترمب بلازا وكازينو ترمب قيد الإنشاء في جاري، إنديانا. يتم تداول الشركة تحت الرمز DJT. في العام التالي، اشترت شركة تي اتش اس آر فندق ترمب تاج محل بقيمة 890 مليون دولارًا، واشترى قلعة ترمب من ترمب مقابل 486 مليون دولارًا (بما في ذلك 355 مليون دولارًا من الديون المفترضة).
في عام 1996، افتتحت الشركة معرض ترمب العالمي، وهو كازينو ملحق بترمب بلازا. تم إغلاق المعرض العالمي في عام 1999، مع وجود خطط لاستبداله بمنتجع أكبر.
في عام 1997، كانت شركة تي اتش اس آر واحدة من إحدى عشر متقدمًا للحصول على ثلاثة تراخيص كازينو متاحة في ديترويت، مع اقتراح بقيمة 542 مليون دولار لكازينو فندق ترمب موتور سيتي، بالشراكة مع ميل فار. تم إسقاط العرض في النهاية بسبب شكوك رئيس البلدية دينيس آرتشر حول الوضع المالي للشركة.
في عام 1998، أنفق مستشارو الأعمال في شركة تي اتش اس آر ما لا يقل عن 68 ألف دولار في رحلة إلى كوبا، في انتهاك للحظر الذي فرضته الولايات المتحدة على كوبا. وفقًا لتقرير نشرته مجلة نيوزويك، أصدرت شركة الاستشارات سيفين آروز تعليمات إلى تي اتش اس آر حول كيفية التهرب من الحظر من خلال ربط الأموال بجهد خيري.
في عام 1999، وافقت شركة تي اتش اس آر على شراء كازينو فلامينغو هيلتون في مدينة كانساس سيتي مقابل 15 مليون دولارًا. لكن الصفقة فشلت عندما لم توافق الجهات التنظيمية للألعاب في ولاية ميسوري على ترخيص الألعاب للشركة قبل الموعد النهائي التعاقدي.
أبرمت شركة تي اتش اس آر اتفاقية إدارة في عام 2000 لتشغيل كازينو سبوت لايت 29، وهو كازينو هندي في كوتشيلا، كاليفورنيا.

### مشاكل مالية
وقد تقدمت شركة ترمب إنترتينمنت ريزورتس والشركات السابقة لها بطلبات للحماية من الإفلاس بموجب الفصل الحادي عشر من القانون الأمريكي أربع مرات، في عام 1991، بعد بناء فندق ترمب تاج محل الذي بلغت تكلفته مليار دولار، وفي أعوام 2004 و2009 و2014.
في عام 2007، حاولت الشركة التفاوض على شراء العديد من الشركات العامة والخاصة، ولكن في 2 يوليو، أعلنت أنها لم تتمكن من التوصل إلى اتفاق، وأنها ستخرج نفسها من السوق. خططت الشركة لتسريح الموظفين من أجل خفض التكاليف.
في عام 2004، استكشفت فنادق ومنتجعات كازينو ترمب خيارات مختلفة لإعادة هيكلة ديونها، وسط تكهنات بأنها قد تتقدم بطلب لإشهار إفلاسها. لم يتم الانتهاء من الترتيب المحتمل مع بنك كريدي سويس فيرست بوسطن لأن حاملي السندات رفضوه.
في 21 أكتوبر 2004، أعلنت الشركة عن اتفاق أولي مع مستثمريها. وكان ترمب، الذي كان المالك الأكبر للأسهم، يعتزم خفض ملكيته للأسهم من 56 إلى 27 في المائة. حيث يقوم حاملو السندات بالتنازل عن بعض ديونهم مقابل الأسهم. في 27 أكتوبر، أعلنت الشركة أن مورجان ستانلي سيكون المنسق الرئيسي المشترك لإصدار بقيمة 500 مليون دولار، وتمويل بقيمة 1.1 مليار دولار أمريكي كجزء من خطة إعادة الهيكلة. في 21 نوفمبر، تقدمت الشركة بطلب لإشهار إفلاسها. وقال ترمب إن تقديم الطلب كان "في الحقيقة مجرد أمر فني" باعتباره أفضل طريقة لتنفيذ خطة إعادة الهيكلة. وقد تم تقديم الخطة إلى محكمة الإفلاس في 16 ديسمبر 2004.
بعد إفلاس عام 2004، غيرت فنادق ومنتجعات كازينو ترمب اسمها إلى منتجعات ترمب الترفيهية (تير)، وتوقف ترمب عن لعب دور نشط في الشركة.
في عام 2005، انتهت مشاركة الشركة في كازينو سبوت لايت 29، حيث اشترت القبيلة اتفاقية إدارة الكازينو مقابل 6 مليون دولارًا. في وقت لاحق من ذلك العام، باعت شركة تير كازينوهاتها في إنديانا إلى ذا ماجيستيك ستار كازينو مقابل 253 مليون دولار. مليون. حصلت الشركة أيضًا على ترخيص لبناء كازينو ثانٍ في مقاطعة أورانج بولاية إنديانا، لكنها تراجعت عن هذه الخطة، ويرجع ذلك جزئيًا إلى مخاوف الولاية بشأن جدوى الشركة.

### إفلاس وإعادة هيكلة عام 2009
أعلنت مجموعة الكازينو إفلاسها مرة أخرى في فبراير 2009،  حيث بلغت ديونها 1.2 مليار دولار. وفي نهاية المطاف، اقترحت مجموعتان من حاملي الديون خطط إعادة تنظيم للمجموعة في محكمة الإفلاس الأمريكية.
أبرم ترمب اتفاقًا في البداية مع المصرفي ولاعب البوكر أندرو بيل، مالك بنك بيل، الذي كان يحتفظ بمبلغ 500 مليون دولار ملايين الدولارات من ديون المجموعة، للاستحواذ على المنتجعات. ومع ذلك، مستشهدا بمخاوفه بشأن افتقار البنك إلى الخبرة في الألعاب، فقد تخلى عن هذه الاستثمارات لصالح صندوق التحوط أفينو كابيتال مانجمنت، وهي الخطة التي يفضلها حاملو السندات الآخرون. ثم دخل بيل في شراكة مع المستثمر كارل آيكان، الذي عمل على إعادة هيكلة كازينو آخر في أتلانتيك سيتي، وهو كازينو تروبيكانا. وفي المحكمة، زعم ترمب أنه سيقاتل فريق إيكان/بيل إذا سعوا إلى استخدام اسمه وصورته على ممتلكات المجموعة. وبدلاً من ذلك، وقع اتفاقية مع شركة أفينو كابيتال يحصل بموجبها على 5% من أسهم الشركة المعاد تنظيمها و5% أخرى مقابل استخدام اسمه وصورته إلى الأبد.
في نهاية المطاف، انحازت محكمة الإفلاس إلى شراكة ترمب/أفينيو، والتي فضلها حاملو السندات الذين اعتقدوا أن علامة ترمب التجارية ستؤدي إلى شركة أقوى بعد إعادة التنظيم.
في عام 2011، باعت شركة تير مرسى ترمب إلى مطاعم لاندري، التي تدير أيضًا مطعم جولدن ناغيت في لاس فيجاس.

### الإفلاس بعد عام 2009
في فبراير 2013، وافقت الشركة على بيع ترمب بلازا مقابل 20 مليون دولار. مليون دولار لمجموعة ميرويلو، وهي شركة مقرها كاليفورنيا، وتشمل ممتلكاتها منتجع جراند سييرا في رينو، نيفادا. سيتم استخدام العائدات لسداد ديون الشركة إلى مستوى 270 مليون دولار. مليون. وقال الرئيس التنفيذي لشركة تير روبرت جريفين إن الشركة ستفكر أيضًا في بيع فندق ترمب تاج محل بالسعر المناسب. ومع ذلك، فإن كارل إيكان، الذي كان يحمل الرهن العقاري على كازينوهات ترمب، رفض بيع ترمب بلازا.
في أوائل أغسطس 2014، رفع دونالد ترمب دعوى قضائية يطالب فيها بإزالة اسمه من الكازينوهات التابعة للشركة، لأنه يُزعم أنه سُمح لها بالسقوط في حالة سيئة، في انتهاك لاتفاقية الترخيص لاسم ترمب.

### إفلاس 2014
في سبتمبر 2014، تقدمت شركة منتجعات ترمب الترفيهية بطلب إفلاس مرة أخرى، وأغلقت ترمب بلازا. في إطار اقتراح قدمه اتحاد النقابات، فيما يتعلق بإجراءات الإفلاس، حكمت محكمة الاستئناف الأمريكية للدائرة الثالثة لصالح شركة منتجعات ترمب الترفيهية في 15 يناير 2016، وقررت أن الشركة يمكنها رفض الشروط والأحكام المستمرة لاتفاقية المساومة الجماعية مع النقابة، وهي الاتفاقية التي انتهت صلاحيتها بالفعل وفقًا لشروطها. كانت هذه القضية مهمة لأنها كانت بمثابة مسألة انطباع أولي بين محاكم الاستئناف ويمكن أن تغير بشكل كبير توازن القوى بين أصحاب العمل المدينين ونقاباتهم.

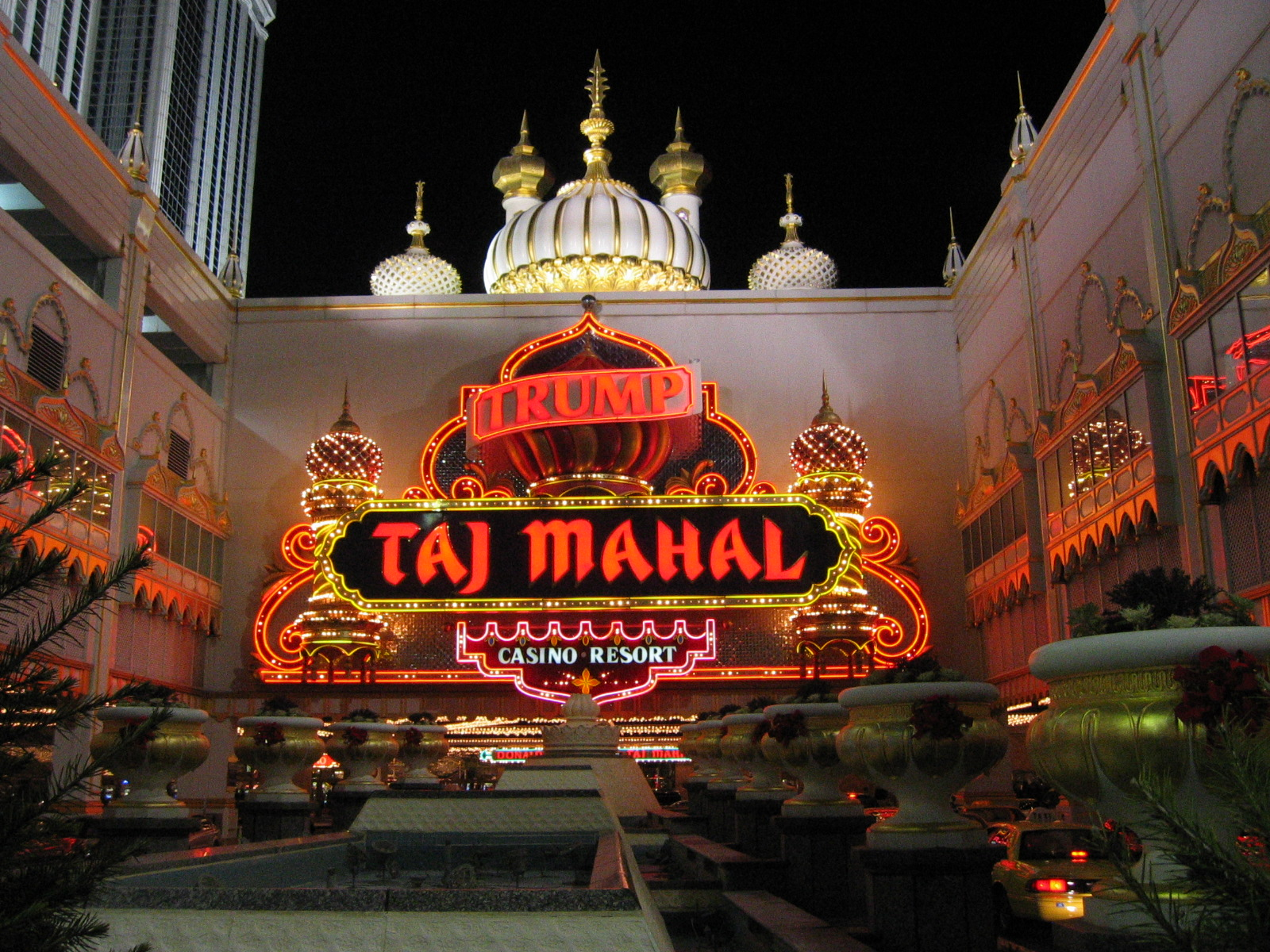
مدخل فندق ترمب تاج محل في الليل، أتلانتيك سيتي، نيو جيرسي

خرجت الشركة في النهاية من الإفلاس في فبراير 2016 وأصبحت شركة تابعة لشركة آيكان إنتربرايز.

## طي الشركة
في 10 أكتوبر 2016، تم إغلاق فندق ترمب تاج محل، آخر العقارات العاملة للشركة. واصلت شركة ترمب للترفيه عملها للتعامل مع نقل بعض النقاط على حساب بطاقة ترمب ون. تم إعادة توجيه كافة المواقع الإلكترونية المرتبطة بالشركة إلى نطاق الموقع الألكتروني DonaldJTrump.com.
أعلنت المدينة المبنى خطرًا في مارس 2020؛  وبدأت عملية الهدم في ذلك الصيف، وانهار برج الفندق الرئيسي في 17 فبراير 2021. تم تنظيم مزاد خيري، حيث جاء معظم المال من آيكان بعد اعتراضه على الخطة الأصلية لبيع الحق في الضغط على زر الهدم بالمزاد العلني.
ظل مبنى ترمب بلازا شاغرا بعد أن أغلقت الشركة أبوابها واستحوذت شركة آيكان إنتربرايزز على أصولها. في نوفمبر 2017، تم الكشف عن أن آيكان كان يتطلع إلى هدم الكازينو،  وكان يطلب 5.6 مليون دولار من أموال الضرائب لدفع تكاليف الهدم، ولكن هذا تسبب في خلاف بين آيكان والحكومة المحلية، مما أدى إلى تأخير المشروع. في 14 ديسمبر 2018، انقضى الموعد النهائي لهدمه رسميًا، مما يعني أن ترمب بلازا ستظل قائمة طوال فصل الشتاء. وفي وقت لاحق من ذلك الشهر، أنهى إيكان قيود الصك على العقار واشترى عقد إيجار معقد، مما جعل البيع أكثر تطلبًا.

## العقارات السابقة
وتضمنت ممتلكات الشركة ما يلي:
- مطعم ترمب بلازا هاررا في أتلانتيك سيتي، نيو جيرسي؛ كان في السابق عبارة عن شراكة بنسبة 50/50 مع هاررا، ثم أصبح مملوكًا بالكامل للشركة وأُعيدت تسميته إلى ترمب بلازا. تم إغلاقه في 16 سبتمبر 2014 وتم هدمه في 17 فبراير 2021.
- كازينو ترمب 29 في كوتشيلا، كاليفورنيا ؛ كان في السابق شراكة بنسبة 50/50 مع فرقة توينتي ناين بالمز التابعة لهنود ميشن في كاليفورنيا. وفي عام 2006، خرج ترمب رسميًا من الشراكة.
- كازينو ترمب في غاري، إنديانا، تم بيعه في عام 2005
- معرض ترمب العالمي في ترمب بلازا في أتلانتيك سيتي، نيو جيرسي. تم تشغيله كجناح لترمب بلازا، ولكن مع ترخيص كازينو خاص به، وتم إغلاقه في عام 1999، وهدمه في عام 2000.
- قلعة ترمب (التي أعيدت تسميتها إلى ترمب مارينا في عام 1997) في أتلانتيك سيتي، نيو جيرسي؛ بيعت لشركة لاندري في عام 2011 وأعيدت تسميتها إلى جولدن ناجيت أتلانتيك سيتي.
- ترمب تاج محل، منتجع كازينو على ممشى أتلانتيك سيتي، تم إغلاقه في 10 أكتوبر 2016. تم شراؤه من قبل مقهى هارد روك وتم إعادة افتتاحه باسم مطعم وكازينو هارد روك في أتلانتيك سيتي في يونيو 2018.